# حصار الفوج 46
حصار الفوج 46 هو حصار فرض على فوج للجيش السوري في أورم الصغرى من جانب قوات المعارضة، واستمر من أواخر سبتمبر 2012 حتى 19 نوفمبر 2012 كجزء من الحرب الأهلية السورية. انتهى الحصار في 19 نوفمبر 2012 بعد أن اقتحمت قوات المعارضة الفوج 46 وسيطرت عليه، في ما اعتبر انتصار استراتيجي مهم لقوات الجيش السوري الحر العاملة في شمال سوريا.